# Marcel Boussac
Marcel Boussac (Châteauroux, 17 aprile 1889 – 21 marzo 1980) è stato un imprenditore francese.
È noto soprattutto per la sua proprietà della Maison Dior e uno degli allevamenti di cavalli da corsapurosangue di maggior successo nella storia Europea.

## Biografia
Nato a Châteauroux, Indre, Boussac ha fatto fortuna nella produzione tessile. Nel 1911 acquistò il castello di Mivoisin, una proprietà di 36 chilometri quadrati situata a 1 ora e mezza a sud di Parigi a Dammarie-sur-Loing, nel  Loiret.
Nel 1941 Boussac venne nominato membro del consiglio nazionale della Francia di Vichy.
Nel 1946 finanziò la nuova casa di moda parigina di Christian Dior che divenne uno dei marchi di abbigliamento e profumi più famosi. Nel 1951 si espanse nel settore dell'editoria con l'acquisizione di L'Aurore.
Appassionato di cavalli, acquistò l'allevamento di cavalli Haras de Fresnay-le-Buffard a Neuvy-au-Houlme nella bassa Normandia e l'Haras de Jardy a Marnes-la-Coquette. Nell'ambito della sua attività di allevamento, Boussac acquistava e vendeva cavalli da tutta Europa e dagli Stati Uniti. Vinse la Triple Crown (ippica) statunitense grazie a Whirlaway e vendette la cavalla La Troienne a Ideal Hour Stock Farm di Edwars R. Bradley a Lexington, Kentucky, che divenne una delle fattrici più influenti del mondo.
Con la caduta della Francia nella seconda guerra Mondiale, Boussac pagò un ufficiale Royal Air Force britannica per affari segreti affinché lo portasse da Parigi al Regno Unito. Ciò ha comportato la rimozione dell'ufficiale Sidney Cotton dalla sua posizione e l'interdizione da qualsiasi coinvolgimento nelle operazioni aeree. Durante l'occupazione tedesca della Francia i nazisti sequestrarono alcuni dei migliori cavalli da corsa del paese. Ne spedirono più di seicento fuori dal paese, alcuni in Ungheria ma la maggior parte in Germania, tra questi c'era Pharis di proprietà di Mercel Boussac.
È stato sposato per molti anni con la cantante lirica belga Fanny Heldy. Sono sepolti insieme nel cimitero di Montmartre a Parigi. 
Alla sua morte nel 1980, il patrimonio di Boussac fu liquidato e L'Aurore fu venduto a Robert Hersant che lo unì al suo quotidiano Le Figaro. La proprietà stessa sarebbe poi stata acquisita da Stravors Niarchos. L'Aga Khan IV aveva acquistato la maggior parte del patrimonio riproduttivo della fattoria Boussac nel 1978, quando le società di Boussac furono dichiarate fallite.
In suo onore, il Prix Marcel Boussac, una gara del Groupe One Stakes, si corre ogni anno all'Ippodromo di Longchamp.